# Albert Mossdorf
Albert Mossdorf (* 29. Juli 1911 in Niederweningen; † 20. Februar 2001 Bülach) war ein Schweizer Politiker (FDP).

## Biografie
Mossdorf wuchs in einer Eisenbahnerfamilie auf, machte eine kaufmännische Ausbildung und schloss das Abendgymnasium ab. Er arbeitete als Prokurist und Verkaufsleiter bei der Maag Zahnräder und -Maschinen AG.
Nach dem 1939 im Artilleriewerk Ebersberg abgeleisteten Aktivdienst trat er in die Politik ein. Seine politische Tätigkeit in der Heimatgemeinde Bülach führte ihn in den Zürcher Kantonsrat, dem er von 1951 bis 1964 angehörte, dann von 1963 bis 1967 in den Nationalrat und schliesslich von 1967 bis 1979 in den Regierungsrat des Kantons Zürich. Im Regierungsrat führte er zunächst das Polizei- und Militärdepartement, ab 1971 das Finanzdepartement. In den Amtsjahren 1971/1972 und 1976/1978 war er Präsident des Regierungsrates des Kantons Zürich.
In Mossdorfs Amtszeit fielen konkret unter anderem Massnahmen zur Bewältigung des wachsenden Strassenverkehrs, der Ausbau des Zivilschutzes und Terrorakte wie das Attentat auf ein El-Al-Flugzeug. In finanzpolitischer Hinsicht sind unter anderem das Ringen mit dem sich verlangsamenden Wachstum, der Kampf mit der drohenden Überschuldung der öffentlichen Hand, aber auch die Erarbeitung eines neuen Rechnungsmodells erwähnenswert, das einen Meilenstein auf dem Weg zur Harmonisierung in der öffentlichen Rechnungslegung darstellte. 
In seiner engeren Heimat bekleidete er schon früh öffentliche Ämter. So war er Mitgründer der Kantonsschule Zürcher Unterland, initiierte die SBB-Doppelspur Zürich-Bülach und die Elektrifizierung der Wehntallinie.
Als Mitglied der Jungliberalen Bewegung kämpfte er während der 1930er Jahre gegen nationale Erneuerungsbewegungen (Frontenbewegung). Sein Engagement gegen Ausgrenzung und Rassismus sowie seine Unterstützung von benachteiligten und sozial schwachen Mitmenschen prägten sein Wirken. So war er im Vorstand der Gesellschaft Minderheiten in der Schweiz, Präsident der Gesellschaft Schweiz-Israel, förderte den sozialen Wohnungsbau und war Präsident der sozialen Wohnbaugenossenschaft sowie Präsident des Verein zur Erneuerung der eidgenössischen Gemeinschaft. Von 1979 bis 1989 war er Zentralpräsident der Schweizerischen Gemeinnützigen Gesellschaft.
Mossdorf war verheiratet und hatte drei Kinder.

## Publikationen
- Unterwegs auf freiheitlichen Pfaden (1991), autobiographischer Roman
- Ohne Gemeinschaft keine Heimat (1998), Mahnschrift